# Clostridium lacusfryxellense
Clostridium lacusfryxellense è una specie di batterio appartenente alla famiglia delle Clostridiaceae.